# Racopilum speluncae
Racopilum speluncae là một loài rêu trong họ Racopilaceae. Loài này được Müll. Hal. mô tả khoa học đầu tiên năm 1875.